# The Ashes 1884
Il The Ashes 1884 è stata la 2ª edizione del prestigioso The Ashes di cricket. La serie di 3 partite si è disputata in Inghilterra tra il 10 luglio e il 13 agosto 1884.
La vittoria è andata alla selezione inglese, che ha vinto per 1-0.

## Contesto
La squadra australiana del tour in Inghilterra del 1884 è ufficialmente nota come "Fourth Australians", in riferimento ai tre precedenti tour effettuati nel 1878, 1880 e 1882. Il tour del 1884 fu organizzato come iniziativa privata dai tredici giocatori stessi, che contribuirono con una quota per finanziare l'impresa, senza il coinvolgimento diretto delle associazioni di cricket coloniali australiane. La squadra era capitanata da Billy Murdoch, con George Alexander come giocatore-allenatore.
Durante il tour, gli australiani disputarono un totale di 32 partite in Inghilterra, di cui 31 riconosciute come di prima classe. Per la prima volta nella storia del cricket inglese, la stagione prevedeva una serie di tre Test match. I Test inaugurali furono giocati all'Old Trafford e al Lord's, con il terzo disputato all'Oval, che aveva ospitato i Test precedenti nel 1880 e 1882. L'Inghilterra vinse la serie 1-0, grazie a una vittoria per inning nel secondo Test al Lord's, mentre il primo e il terzo Test terminarono in pareggio. Questa fu la prima serie Ashes giocata in Inghilterra, dopo la nascita simbolica della rivalità con il famoso "necrologio delle Ashes" pubblicato nel 1882.
Il tour fu segnato da una controversia finanziaria, con la stampa britannica che accusava la squadra australiana di essere motivata solo dal denaro. La stampa australiana difese i giocatori, ma successivamente emerse che vi era stata una disputa tra George Alexander e James Lillywhite, manager della squadra inglese che visitò l'Australia nell'inverno successivo. Questo conflitto finanziario inizialmente causò tensioni e boicottaggi tra le due squadre, ma non influenzò il programma delle partite del 1884. La squadra di Murdoch completò tutte le partite previste, ottenendo un bilancio di 18 vittorie, 7 sconfitte e 7 pareggi.

## Preparativi e viaggio
La quarta squadra australiana di cricket fu selezionata poco dopo Natale del 1883, in concomitanza con una partita tra Victoria e Nuovo Galles del Sud al Melbourne Cricket Ground (MCG), conclusasi la vigilia di Capodanno con una vittoria per tre wicket di Victoria. Subito dopo, il 1º gennaio 1884, fu organizzata una partita al MCG tra i "Fourth Australians" e un XI combinato. Tutti i giocatori selezionati per il tour, eccetto Spofforth, parteciparono; Scott, invece, giocò per l'XI combinato. In questa partita, Murdoch segnò un impressionante 279 non out, supportato da McDonnell con 111 punti su un totale di 619, ma la partita si concluse in pareggio. Una rivincita si tenne a febbraio all'Association Ground di Sydney, dove Scott giocò per i "Fourth Australians" e Spofforth per l'XI combinato. Questa volta, i "Fourth Australians" vinsero per 9 wicket.
A differenza delle precedenti squadre in tournée, quella del 1884 organizzò autonomamente il progetto, senza il coinvolgimento delle associazioni di cricket coloniali australiane. I giocatori finanziarono il viaggio con investimenti personali per coprire eventuali perdite.
Dopo una partita finale ad Adelaide, i giocatori partirono da Melbourne l'11 marzo 1884 a bordo del piroscafo P&O Sutlej, arrivando a Plymouth il 29 aprile. Il tour in Inghilterra prevedeva 32 partite, la prima delle quali si giocò il 12 maggio a Sheffield Park, Uckfield, mentre l'ultima, contro il Sud dell'Inghilterra, si concluse il 12 settembre. La squadra tornò a casa a bordo della SS Mirzapore, arrivando a Melbourne a novembre.
Durante il viaggio di andata, la squadra fece una breve sosta a Colombo, dove giocò una partita contro un XVIII di Ceylon sul Galle Face Green il 1° aprile, conclusasi in pareggio. Anche durante il viaggio di ritorno, fecero tappa a Colombo per una seconda partita, sempre sul Galle Face Green, il 23 ottobre, che si concluse nuovamente in pareggio.

## The Ashes

### Test 1
| 10-12 luglio Referto |

| Inghilterra      | v | Australia      |
| 95 (63 over)     |   | 182 (130 over) |
| 180/9 (130 over) |   |                |

- Inghilterra vince il sorteggio e decide di battere

Il primo Test giocato a Old Trafford, descritto da Chris Harte come "la prima volta che una partita di tale importanza si tenne fuori Londra", fu un evento significativo nella storia del cricket. La selezione della squadra inglese per il Test seguì le tradizioni del XIX secolo, che consentivano al club ospitante di scegliere i giocatori. Il Lancashire incluse cinque giocatori locali tra i dodici selezionati, tra cui Barlow, Hornby, Pilling e Steel, scelti anche per attrarre il pubblico, mentre Jack Crossland fu nominato dodicesimo uomo.
Il Test consolidò la reputazione di Old Trafford per il maltempo, con il primo giorno interamente cancellato a causa della pioggia. Come risultato, la partita fu ridotta a due giorni, ma il wicket si asciugò più rapidamente del previsto, rendendo le condizioni favorevoli per battere. Tuttavia, l'Inghilterra fu eliminata per soli 95 nel primo inning, con George Bonnor Boyle che prese sei wicket per 42 punti (6/42) grazie al suo spin a ritmo medio, supportato da Spofforth con 4/42. Arthur Shrewsbury si distinse con una tecnica eccezionale, segnando 43 punti per evitare un crollo completo.
Nel loro primo inning, l'Australia rispose con sicurezza, totalizzando 182 e guadagnando un vantaggio di 87 punti. Il miglior marcatore fu Charles Midwinter, che segnò 37. Nel secondo inning dell'Inghilterra, giocato sull'ultimo giorno, il wicket asciutto permise ai battitori di resistere e assicurare il pareggio, con un punteggio di 180/9. W.G. Grace contribuì con un paziente 31 punti, mentre Joey Palmer si distinse tra i bowlers australiani grazie al controllo dei suoi tagliatori di off e leg.
Nonostante le difficoltà, questo Test rappresentò una pietra miliare per Old Trafford e per il cricket internazionale fuori Londra.

### Test 2
| 21-23 luglio Referto |

| Australia         | v | Inghilterra       |
| 229 (105.2 overs) |   | 379 (184.1 overs) |
| 145 (94.1 overs)  |   |                   |

- Australia vince il sorteggio e decide di battere

Dopo il primo Test di Lord's, la stampa londinese riferì che l'intero incasso della partita, pari a 1.334 sterline, era stato assegnato alla squadra australiana. Questo accordo, stabilito in anticipo tra il manager australiano George Alexander e Lord Harris, serviva a coprire i costi del tour. Tuttavia, la stampa britannica reagì negativamente, accusando gli australiani di essere mossi da interessi finanziari piuttosto che sportivi e di non rispettare lo spirito del gioco.
Chris Harte sottolineò la parzialità di tali critiche, osservando che, per le altre partite, gli australiani ricevevano solo una percentuale degli incassi. Alexander aveva inizialmente richiesto la metà di tutte le entrate, comprese quelle delle tribune principali e dei campi esterni, ma le contee rifiutarono di condividere i ricavi delle tribune principali. L'accordo mediato da Lord Harris stabilì che gli australiani ricevessero metà degli incassi dei campi esterni e l'intero ricavato del Test di Lord's, riconoscendo la loro importanza nel successo economico delle partite.

### Test 3
| 26-30 gennaio Referto |

| Australia       | v | Inghilterra     |
| 551 (311 overs) |   | 346 (198 overs) |
|                 |   | 85/2 (26 overs) |

- Australia vince il sorteggio e decide di battere